# 歌え!アイドルどーむ
『歌え!アイドルどーむ』（うたえ アイドルどーむ）は、テレビ東京系列局ほかで放送されていたテレビ東京製作の音楽バラエティ番組である。略称「アイドルドーム」。テレビ東京系列局では1987年10月4日から1988年10月2日まで、毎週日曜 19:00 - 19:54 （日本標準時）に放送。

## 概要
前番組『ヤンヤン歌うスタジオ』のコンセプトを受け継ぎつつも、バラエティ豊かな内容で放送されていた。また、出演者が毎回観光バスで旅する「発進！アイドルどーむ号」のコーナーを設けるなど、ヤンスタとの明確な差別化を図っていた。田代まさしによるダジャレを交えたナレーションもあった。
番組タイトルの「ドーム」とは「合宿所・寄宿舎」の意味であり、竣工間近であった東京ドームを意識して付けたものではない。

## 出演者

### レギュラー
- 前田耕陽（当時男闘呼組）
- ゆうゆ
- 光GENJI
- 少年忍者

ほか

### ナレーター
- 田代まさし - 提供読みも担当。

## スタッフ
- 構成：加藤芳一、栗木徹、阿部敏
- 振付：ボビー吉野
- ディレクター：大島信彦
- 企画・演出：木綿克己
- プロデューサー：渡辺つとむ
- 製作著作：テレビ東京

## 放送局
- テレビ東京（製作局）
- テレビ愛知
- テレビ大阪
- テレビせとうち
- 札幌テレビ（日本テレビ系列） - 1987年10月10日から1988年10月8日まで土曜 17:00 - 17:55に放送[4]。
- 秋田テレビ（フジテレビ系列） - 日曜9時台に放送。
- 長野放送（フジテレビ系列）- 土曜 16:00 - 16:55[5]
- テレビ静岡（フジテレビ系列）-金曜17時台に放送｡初回放送は1988年1月放送分から｡
- 石川テレビ（フジテレビ系列） 土曜日の夕方に不定期で放送
- 岐阜放送
- 三重テレビ
- びわ湖放送
- 奈良テレビ
- テレビ和歌山
- 広島テレビ（日本テレビ系列）日曜昼の時間帯に放送。
- 日本海テレビ （日本テレビ系列） 土曜日の夕方に不定期で放送
- 九州朝日放送（テレビ朝日系列） - 土曜 15:00 - 16:00 に放送。遅れ日数不明。
- 熊本放送（TBS系列） - 『ヤンヤン歌うスタジオ』と同じく土曜17時台に放送。